# Engelbert I (hrabia Bergu)
Engelbert I (ur. przed 1140, zm. latem 1189) – hrabia Bergu od ok. 1161.

## Życiorys
Engelbert był jednym z synów hrabiego Bergu Adolfa II i prawdopodobnie Irmgardy z Wasserburga, córki hrabiego Engelberta. W 1148 jego starszy brat Adolf zmarł w czasie II wyprawy krzyżowej. Po wstąpieniu ojca do klasztoru Altenberg ok. 1160 Adolf przeprowadził podział ojcowizny z bratem Eberhardem. Adolf otrzymał dobra nadreńskie z tytułem hrabiego Bergu, natomiast brat otrzymał dobra westfalskie z tytułem hrabiego Alteny (od niego wywodzili się późniejsi hrabiowie Mark).
Engelbert znacznie rozbudował hrabstwo Bergu. Od arcybiskupów Kolonii, landgrafów Turyngii oraz innych władców uzyskał liczne lenna i zastawy, w tym m.in. Windeck i Düsseldorf. Swoją pozycję polityczną umacniał dzięki powodzeniu finansowemu, jednak polityka ta prowadziła także do konfliktów z sąsiadami, interweniował też w sporach prowadzonych przez swych sojuszników. Współpracował z arcybiskupami Kolonii (zwłaszcza Rainaldem z Dassel i Filipem z Heinsbergu), czego efektem były ich przywileje dla klasztoru Altenberg. Zwykle popierał też politykę Fryderyka I Barbarossy (m.in. wziął udział w wyprawie do Italii i otrzymał odeń w zastaw Remagen), jednak w sporze między nim i Filipem z Heinsbergu stanął po stronie arcybiskupa; do ponownego zbliżenia z cesarzem doszło po zakończeniu konfliktu cesarza z arcybiskupem, w 1188.
W 1189 wyruszył na III wyprawę krzyżową, jednak zmarł w jej początkowej fazie, w czasie przemarszu przez Bałkany.

## Rodzina
Engelbert poślubił Małgorzatę (najpóźniej w 1175), córkę hrabiego Geldrii Henryka I (zmarłej ok. 1195). Para miała dwóch synów:
- Adolf III, hrabia Bergu,
- Engelbert, arcybiskup Kolonii i hrabia Bergu po śmierci swego brata[c][1][2][3].